# Maxime Josse
Maxime Josse (San Quintino, 21 marzo 1987) è un ex calciatore francese, di ruolo difensore.

## Palmarès

### Nazionale
- Campionato d'Europa Under-17: 1

2004